# Het compromis
Het compromis is een Nederlandse low budget film uit 1968 van Philo Bregstein. De film is gebaseerd op een scenario van hemzelf, van zijn vrouw, Marline Fritzius, en van Jan Blokker. De film heeft als internationale titel The Compromise. De film ontving de Gouden Duif voor de beste eerste speelfilm op het filmfestival van Venetië in 1968.

## Verhaal
De in protest tegen de Amerikaanse oorlogspolitiek in Vietnam in de jaren zestig door Europa rondreizende toneelgroep The Living Theatre komt naar Nederland om hun avantgarde toneel en protestboodschap in de hoofdstad Amsterdam te brengen tegen de achtergrond van de idealen van het hippietijdperk ("make peace no war").
Een succesvolle journalist, Hans, gaat voor zijn krant de leiders van de Amerikaanse toneelgroep, Julian Beck en Judith Malina interviewen. Zij verkondigen een boodschap van anticonformisme en protest. Hij is onder de indruk van hun ideeën, maar weet dat hijzelf in praktijk een luxe leven vol compromissen leidt. Zijn vrouw Maya, een succesvol fotomodel en mannequin, ontdekt van haar kant hoe haar eigen narcistische luxeleven in tegenspraak is met de radicale vrijheidsidealen van het Living Theatre waar ze enthousiast voor is. Ze wordt verliefd op Ron, een van de acteurs, die haar probeert los te rukken uit haar luxecocon. Hierdoor belandt zowel haar eigen leven als haar huwelijk in een crisis. Maar ook Ron wordt geconfronteerd met de tegenspraak tussen de idealen van zijn toneelgroep en zijn eigen leven: hij is opgeroepen om in het Amerikaanse leger in Vietnam te gaan vechten, wat in tegenspraak is met wat hij bij het Living Theatre op het toneel verkondigt. Hans introduceert hem bij zijn politiek links-radicaal geëngageerde vriend Erik, die actief is bij de hulp aan Amerikaanse principiële deserteurs voor Vietnam. Deze biedt hem aan om hem te helpen in Nederland te deserteren. Hij kan echter geen keus maken. Terwijl Maya uiteindelijk bij haar echtgenoot blijft, reist Ron alleen verder met zijn toneelgroep, met het onvermijdelijke vertrek als soldaat naar Vietnam als perspectief. Ondanks alle gekoesterde idealen blijft iedereen gevangen in compromissen.

## Rolverdeling
| Acteur           | Personage |
| ---------------- | --------- |
| Gerben Hellinga  | Hans      |
| Marline Fritzius | Maya      |
| John Thiel       | Ron       |